# 中国卫星网络集团
中国卫星网络集团有限公司，简称“中国星网”，是中华人民共和国的中央企业之一，总部位于河北雄安新区，是首家注册落户雄安新区的中央企业，由国务院国有资产监督管理委员会于2021年4月28日正式组建。
中国卫星网络集团的主要业务为卫星互联网通信，通过部署一定数量的卫星形成规模组网的国网星座，向地面和空中终端提供宽带互联网接入等通信服务。根据国务院国资委央企名录，中国卫星网络集团有限公司排名第26位，在中国电信、中国联通、中国移动与中国电子之间。

## 历史
2020年4月20日，国家发展与改革委员会首次明确新型基础设施的范围，卫星互联网作为通信网络基础设施的一部分被纳入其中。
2020年9月，中国向国际电信联盟提交了两个以"GW"开头的巨型通信卫星星座（“GW-A59”和“GW-2”）的轨道和无线频段使用申请，共包含12992颗宽带卫星，即国网星座。加利福尼亚州立大学教授Larry Press猜测该星座主要为“数字丝绸之路”地区提供服务。
2021年3月7日，全国政协委员、航天科技集团科技委主任包为民接受上海证券报记者采访时表示“正在规划和研制空间互联网卫星，并发射了试验卫星，国家还将组建成立‘国网’公司，专门负责统筹空间互联网建设的规划与运营”。
2021年4月19日，上市公司中国东方红卫星股份有限公司董事、总裁葛玉君表示，包括航天科技集团的“鸿雁”系统、航天科工集团的“虹云”系统在内的相关星座建设计划，国家相关部门正在进行统筹规划，“我们理解 ‘鸿雁’星座的原计划将出现重大变化。”
2021年4月26日，中国卫星网络集团有限公司成立大会在北京举行。
2021年4月28日，中共中央政治局常委、国务院副总理韩正到河北雄安新区调研并访问了中国卫星网络集团的拟选址地块。同日，国务院国有资产监督管理委员会发布公告，正式宣布了公司的组建。
2024年10月14日，中国星网雄安总部建成投入使用，使该公司成为第一家正式入驻雄安办公的中央企业。
2024年12月16日，国网星座第一组卫星发射成功。